# Pasteur (stacja metra w Paryżu)
Pasteur – stacja 6 i 12 linii  metra  w Paryżu. Stacja znajduje się w 15. dzielnicy Paryża.  Na linii 6 stacja została otwarta 6 października 1942 r, a na linii 12 - 5 listopada 1910.